# Peter Graf (Politiker, 1886)

Grab von Peter Graf in Annabichl

Peter Graf (* 18. Januar 1886 in Kindbergdörfl; † 29. September 1977 in Klagenfurt) war ein österreichischer SPÖ-Politiker und Bürgermeister der Landeshauptstadt Klagenfurt.
Peter Graf wurde als Sohn des im Eisenwerk Aumühl beschäftigten Eisenwalzers Peter Graf senior und dessen Ehefrau Anna (geborene Neumann) geboren, arbeitete bereits mit 14 Jahren als Walzjunge in der Eisenhütte und war schon früh politisch tätig. 1907 absolvierte er den Militärdienst, war Berufsunteroffizier und nahm am Ersten Weltkrieg teil, in dem er schwer verwundet wurde. Er beteiligte sich trotzdem am Kärntner Abwehrkampf. Danach war er als Privatbuchhalter tätig.  
1932 wurde er Gemeinderat in Klagenfurt sowie Gründer und Obmann der gemeinnützigen Siedlungsgenossenschaft „Vorstadt-Kleinsiedlung“. 1945 wurde er kommissarischer Stadtrat für Personalsachen, 1946 Stadtrat für das Bauwesen. Bei den Gemeinderats- und Bürgermeisterwahlen 1953 wurde er zum Bürgermeister der Stadt Klagenfurt gewählt und bekleidete dieses Amt bis 1957. Nachdem die allerdringendsten Bedürfnisse der Stadtbevölkerung zu diesem Zeitpunkt der Nachkriegszeit bereits befriedigt waren, widmete er sich nun der Aktion „Schöneres Klagenfurt“, verbesserte Verkehrswege, baute Stadteinfahrten aus  und widmete sich dem Wohnungsbau. In seine Amtszeit fiel 1955 der Abzug der britischen Besatzungsmacht.
1966 ernannte ihn Klagenfurt zum Ehrenbürger. In Wölfnitz ist eine Gasse nach ihm benannt.
Peter Graf verstarb am 29. September 1977 in Klagenfurt und wurde auf dem Zentralfriedhof Annabichl in Feld 19, Reihe 15, Nr. 2 beigesetzt. Peter Graf war mit Karoline Graf (1883–1971) verheiratet.

## Belege
- Eduard Skudnigg: Die freigewählten Bürgermeister von Klagenfurt. In: Gotbert Moro (Hrsg.): Die Landeshauptstadt Klagenfurt. Aus ihrer Vergangenheit und Gegenwart. Band 2. Klagenfurt 1970, S. 317 f.
- Bürgermeister seit 1850 auf der Website der Stadt Klagenfurt